# Марянка-Семенська
Марянка-Семенська (пол. Marianka Siemieńska) — село в Польщі, у гміні Ленка-Опатовська Кемпінського повіту Великопольського воєводства.
Населення — 110 осіб (2011).
У 1975-1998 роках село належало до Каліського воєводства.

## Демографія
Демографічна структура станом на 31 березня 2011 року:
|          | Загалом | Допрацездатний вік | Працездатний вік | Постпрацездатний вік |
| -------- | ------- | ------------------ | ---------------- | -------------------- |
| Чоловіки | 60      | 16                 | 36               | 8                    |
| Жінки    | 50      | 8                  | 31               | 11                   |
| Разом    | 110     | 24                 | 67               | 19                   |